# Константиновка (Краснокутский район, Саратовская область)
Константиновка — село Краснокутского района Саратовской области. Входит в Логиновское муниципальное образование.
Основано в 1859 году как немецкая колония Шиллинг (Ней-Шиллинг)
Население - 545 (2010)

## Физико-географическая характеристика
Село расположено в Низком Заволжье, в пределах Сыртовой равнины, относящейся к Восточно-Европейской равнине, на левом берегу рекиЕруслан, напротив села Логиновка. Рельеф - полого-увалистый. Почвы каштановые солонцеватые и солончаковые. Почвообразующие породы - глины и суглинки.
По автомобильным дорогам расстояние до районного центра города Красный Кут - 12 км, до областного центра города Саратов - 120 км
Климат
Климат умеренный континентальный (согласно классификации климатов Кёппена  — Dfa). Среднегодовая температура воздуха положительная и составляет + 6,6 °C. Средняя температура января - 10,4 °С, июля + 23,0 °С. Многолетняя норма осадков — 399 мм. В течение года количество выпадающих осадков распределено относительно равномерно: наименьшее количество осадков выпадает в марте (22 мм), наибольшее — в июне (43 мм).
Часовой пояс
Константиновка, как и вся Саратовская область, находится в часовой зоне МСК+1. Смещение применяемого времени относительно UTC составляет +4:00.

## История
Основано в 1859 году выходцами из колоний Макаровка (Меркель), Гололобовка (Денгоф), Поповка (Куттер), Ключи (Моор), Сосновка (Шиллинг). Входила в состав Ерусланского колонистского округа, впоследствии Верхне-Ерусланской волости Новоузенского уезда Самарской губернии. Колония была населения колонистами немцами, лютеранами и имела лютеранскую церковь, две школы: земскую и церковно-приходскую, 4 ветряные мельницы.
С 1918 года село входило в Лангенфельдского (Ерусланского) района, с 1922 года Краснокутского кантона Трудовой коммуны немцев Поволжья (с 1924 года - АССР немцев Поволжья)
В голод в Поволжье в селе родилось 35, умерли 105 человек.
В 1926 году в селе имелись кооперативная лавка, сельскохозяйственное кредитное товарищество, начальная школа, изба-читальня, сельсовет. В 1927 году постановлением ВЦИК "Об изменениях в административном делении Автономной С.С.Р. Немцев Поволжья и о присвоении немецким селениям прежних наименований, существовавших до 1914 года" селу Констатиновка Красно-Кутского кантона присвоено название Шиллинг.
В сентябре 1941 года немецкое население было депортировано. После ликвидации АССР немцев Поволжья село, как и другие населённые пункты Краснокутского кантона включено в состав Саратовской области.  Впоследствии вновь переименовано в село Константиновка.

## Население
| 1850 | 1859 | 1889 | 1897  | 1905  | 1910  | 1920  |
| ---- | ---- | ---- | ----- | ----- | ----- | ----- |
| 211  | ↗478 | ↗667 | ↗822  | ↗1505 | ↗1905 | ↘1076 |
| 1922 | 1923 | 1926 | 1931  | 2002  | 2010  |       |
| ↘739 | ↗830 | ↗941 | ↗1034 | ↘614  | ↘545  |       |

| 2002 |
| ---- |
| 614  |

Национальный состав
Согласно результатам переписи 2002 года большинство населения составляли русские (58 %).
В 1931 году немцы составляли свыше 96 % населения села.